# Condado de Upson
O Condado de Upson é um dos 159 condados do Estado americano de Geórgia. A sede do condado é Thomaston, e sua maior cidade é Thomaston. O condado possui uma área de 849 km², uma população de 27 597 habitantes, e uma densidade populacional de 33 hab/km² (segundo o censo nacional de 2000). O condado foi fundado em 15 de dezembro de 1824.